# Холой
Холой (рос. Холой) — улус Кяхтинського району, Бурятії Росії. Входить до складу Великударінського сільського поселення.
Населення —  209 осіб (2010 рік). 